# Charles-François Lespée
Charles-François Lespée, ou de Lépée ou de L'Épée, est un entrepreneur, expert ordinaire des bâtiments du roi et un architecte français, né en 1671, et mort à Paris le 29 avril 1759.
Il est le père de l'abbé de L'Épée. Son fils, Jacques-François Lespée, l'a remplacé à l'Académie royale d'architecture en 1747.

## Biographie
Le roi avait cédé en 1689 à François Lespée un terrain près de Clagny pour y construire une maison. Puis Louis XIV loua la maison Lespée pour y installer la Charité du Roi, entre 1693 et 1697. En 1707, le roi achète aux enfants de François Lespée, Charles-François Lespée, Claude, Anne et Jean-François Lespée, nés de deux mariages, la maison qui leur appartient en indivis à Versailles pour y accueillir les malades de la Charité du roi. Cette maison étant devenue insuffisante est agrandie par une aile construite par l'architecte Tannevot en 1724, puis démolie et remplacée par un bâtiment plus grand en 1728 par l'architecte Gabriel.
Il est nommé architecte de 2e classe à l'Académie royale d'architecture le 16 octobre 1728 parmi les nouveaux architectes de seconde classe décidés par les lettres patentes en augmentant le nombre.
Le 17 janvier 1729, on lit au cours de la réunion de l'Académie d'architecture son Mémoire sur trois méthodes pour toiser la circonférence des voûtes.
En 1730, il achète à Jacques V Gabriel une maison rue Louis-le-Grand. En février 1737, Louis XV a accordé à Charles-François Lespée la jouissance d'une maison rue Saint-Vincent, à Paris, et d'une autre rue du Dauphin qu'il a cédé à son fils, Jacques-François en 1761. Il a acheté une maison rue des Moulins, dans la paroisse Saint-Roch. C'est dans cette maison que l'abbé de L'Épée va ouvrir sa première école gratuite pour les sourds-muets.
Charles-François Lespée est chargé de construire le chœur de l'église Sainte-Marguerite, à Paris.
Le 4 février 1743 il remet à l'Académie d'architecture son Traité du toisé".
Le 17 avril 1746, son fils Jacques-François Lespée se fiance avec Louise Suzanne de La Roche.
Le 7 août 1747, il demande au cours d'une réunion de l'Académie d'architecture de se démettre de sa place dans la seconde classe au profit de son fils et de lui accorder la vétérance.
Il meurt le 29 avril 1759, rue des Moulins, à Paris.

## Famille
- Charles-François Lespée, marié à de  Françoise-Marguerite Varignon (1689–1760), fille de Jacques Varignon
  - Marie Françoise Lespée. Elle est née en 1709 et rédige son testament le 14 septembre 1762. Elle meurt le 30 septembre 1763, rue des Moulins.
  - Jacques-François Lespée ou de L'Épée, architecte. Né en 1710, il meurt le 19 janvier 1792. Il s'est marié en 1746 avec Louise Suzanne de La Roche dans l'église Saint-Roch de Paris où la famille La Roche avait une chapelle[9] dans laquelle a été inhumé l'abbé de L'Épée en 1789.
    - Jacques Louis François Lespée. Il meurt en 1765 à l'âge de 16 ans et demi.

  - Charles-Michel de L'Épée, abbé de L'Épée.
- Jean-François Lespée, demi-frère de Charles-François Lespée, ingénieur des ponts et chaussées dans la généralité de Poitiers, mort en 1727.